# Landtags- und Gemeinderatswahl in Wien 1964
- KPÖ: 2
- SPÖ: 60
- ÖVP: 35
- FPÖ: 3

Die Landtags- und Gemeinderatswahl in Wien 1964 wurde am 25. Oktober 1964 durchgeführt. Die Sozialistische Partei Österreichs (SPÖ) blieb dabei gegenüber der Wahl 1959 nahezu unverändert und konnte bei einem leichten Plus von 0,3 %-Pkte und einem Stimmenanteil von 54,7 % ihre bisherigen 60 der insgesamt 100 Landtagsmandate halten. Die Österreichische Volkspartei (ÖVP) konnte 1,5 %-Pkte gewinnen und gewann zudem zwei Mandate hinzu. Mit einem Stimmenanteil von 33,9 % erzielte sie 35 Mandate. Verluste fuhr hingegen die Freiheitliche Partei Österreichs (FPÖ) ein, die 2,4 %-Pkte verlor und zudem ein Mandat einbüßte. Insgesamt erreichte die FPÖ 5,7 % und drei Mandate. Leichte Verluste verbuchte auch die Kommunistische Partei Österreichs (KPÖ), die 0,2 %-Pkte verlor und einen Stimmenanteil von 5,0 % erreichte. Dies bedeutete den Verlust eines Mandats, womit die KPÖ nur noch zwei Abgeordnete stellte. Zudem kandidierte bei der Wahl die Europäische Föderalistische Partei (EFP), die jedoch mit 0,7 % den Einzug in den Landtag klar verpasste.
Der Wiener Landtag und Gemeinderat der 9. Wahlperiode konstituierte sich in der Folge am 11. Dezember 1964 und wählte am 19. Dezember 1964 die Landesregierung Jonas IV, die am 10. Juni 1965 von der Landesregierung Marek I abgelöst wurde.

## Ergebnisse
|                                          | Ergebnisse 1964 | Ergebnisse 1964 | Ergebnisse 1964 | Ergebnisse 1959  | Ergebnisse 1959  | Ergebnisse 1959  | Differenzen   | Differenzen   | Differenzen   |
| ---------------------------------------- | --------------- | --------------- | --------------- | ---------------- | ---------------- | ---------------- | ------------- | ------------- | ------------- |
| Wahlberechtigte                          | 1.246.701       | 1.246.701       | 1.246.701       | 1.230.257        | 1.230.257        | 1.230.257        | + 16.444      | + 16.444      | + 16.444      |
| Wahlbeteiligung                          | 84,85 %         | 84,85 %         | 84,85 %         | 84,81 %          | 84,81 %          | 84,81 %          | + 0,04 %-Pkte | + 0,04 %-Pkte | + 0,04 %-Pkte |
|                                          | Stimmen         | %               | Mand.           | Stimmen          | %                | Mand.            | Stimmen       | %-Pkte        | Mand.         |
| Abgegebene Stimmen                       | 1.057.824       |                 |                 | 1.043.356        |                  |                  | + 14.468      |               |               |
| Ungültig                                 | 18.191          | 1,72 %          |                 | 16.911           | 1,62 %           |                  | + 1.280       | + 0,10        |               |
| Gültig                                   | 1.039.633       | 98,28 %         |                 | 1.026.445        | 98,38 %          |                  | + 13.188      | − 0,10        |               |
| Partei                                   |                 |                 |                 |                  |                  |                  |               |               |               |
| Sozialistische Partei Österreichs (SPÖ)  | 568.993         | 54,73 %         | 60              | 558.521          | 54,41 %          | 60               | + 10.472      | + 0,32        | ± 0           |
| Österreichische Volkspartei (ÖVP)        | 352.067         | 33,86 %         | 35              | 332.027          | 32,35 %          | 33               | + 20.040      | + 1,51        | + 2           |
| Freiheitliche Partei Österreichs (FPÖ)   | 58.861          | 5,66 %          | 3               | 82.322           | 8,02 %           | 4                | − 23.461      | − 2,36        | − 1           |
| Kommunistische Partei Österreichs (KPÖ)  | 52.002          | 5,00 %          | 2               | 53.575           | 5,22 %           | 3                | − 1.573       | − 0,22        | − 1           |
| Europäische Föderalistische Partei (EFP) | 7.710           | 0,74 %          | 0               | nicht kandidiert | nicht kandidiert | nicht kandidiert | + 7.710       | + 0,74        | ± 0           |
| Gesamt                                   | 1.039.633       | 100,00 %        | 100             | 1.026.445        | 100,00 %         | 100              | + 13.188      |               |               |